# Ernst Wansley
Ernst Samuel Wansley (Anderson, 4 febbraio 1956) è un ex cestista statunitense, professionista in Francia e in Italia.

## Carriera
È stato selezionato dai Washington Bullets al sesto giro del Draft NBA 1977 (127ª scelta assoluta).
In Serie A ha vestito le maglie di Torino, Rimini, Pescara e Forlì e ha segnato un totale di 3778 punti.
Con gli Stati Uniti ha disputato i Campionati mondiali del 1978.

## Palmarès
- Promozione in Serie A1: 1

Rimini: 1983-84